# AppleCare+
AppleCare+（アップルケアプラス）とは、Appleの延長保証およびテクニカル サポートプランのブランド名である。このプランでは、自己負担額を支払えば、過失や事故による損傷を無制限に補償できる。AppleCare+は、 Mac、iPad、iPhone、Apple Watch、Apple Vision Pro、Apple Display、AirPodsシリーズ、AirPods Max、Beats、Apple TV、HomePodで利用できる。AppleCare+プランには、対象ハードウェアに関連するAppleソフトウェアが含まれている。
ほとんどのAppleハードウェアには、無料の電話テクニカルサポートとAppleによる限定保証が付いている。米国では、AppleCare+の盗難・紛失補償は購入日から保証と並行して適用され、Appleの専門スタッフによるワンストップのサービスとサポートが提供されている。顧客は、最初のプランの有効期限が切れた後も、AppleCare+の保証を1年単位で継続することを選択できる。月額オプションはキャンセルされるまで継続される。
AppleCare+は、Appleおよび正規販売代理店によって販売される。購入時、または購入後30日または60日以内（場所によって異なる）に、シリアル番号を使用してデバイスに添付することができる。
AppleCare+には、iPadおよびiPhoneの迅速な交換サービスも含まれている。AppleCare+は法定保証とは異なり、偶発的な損傷に対して保証している。
2023年10月現在、盗難・紛失補償はオーストラリア、オーストリア、チリ、デンマーク、フィンランド、フランス、ドイツ、イタリア、アイルランド、日本、オランダ、ニュージーランド、ノルウェー、スペイン、スウェーデン、スイス、イギリス、アメリカ合衆国で提供されている。AppleCare+盗難・紛失プランには、偶発的な損傷、盗難、紛失に対する最大2件の補償が含まれていて、最終消費者にとってコストが削減されている。現在、ヨーロッパ、南米、アジア太平洋、アフリカ、北米 (カナダ)、または南極の一部の地域では盗難および紛失に対する補償は利用できない。盗難または紛失したデバイスについて請求を行うには、顧客の「探す」機能が有効になっている必要がある。